# Next Time

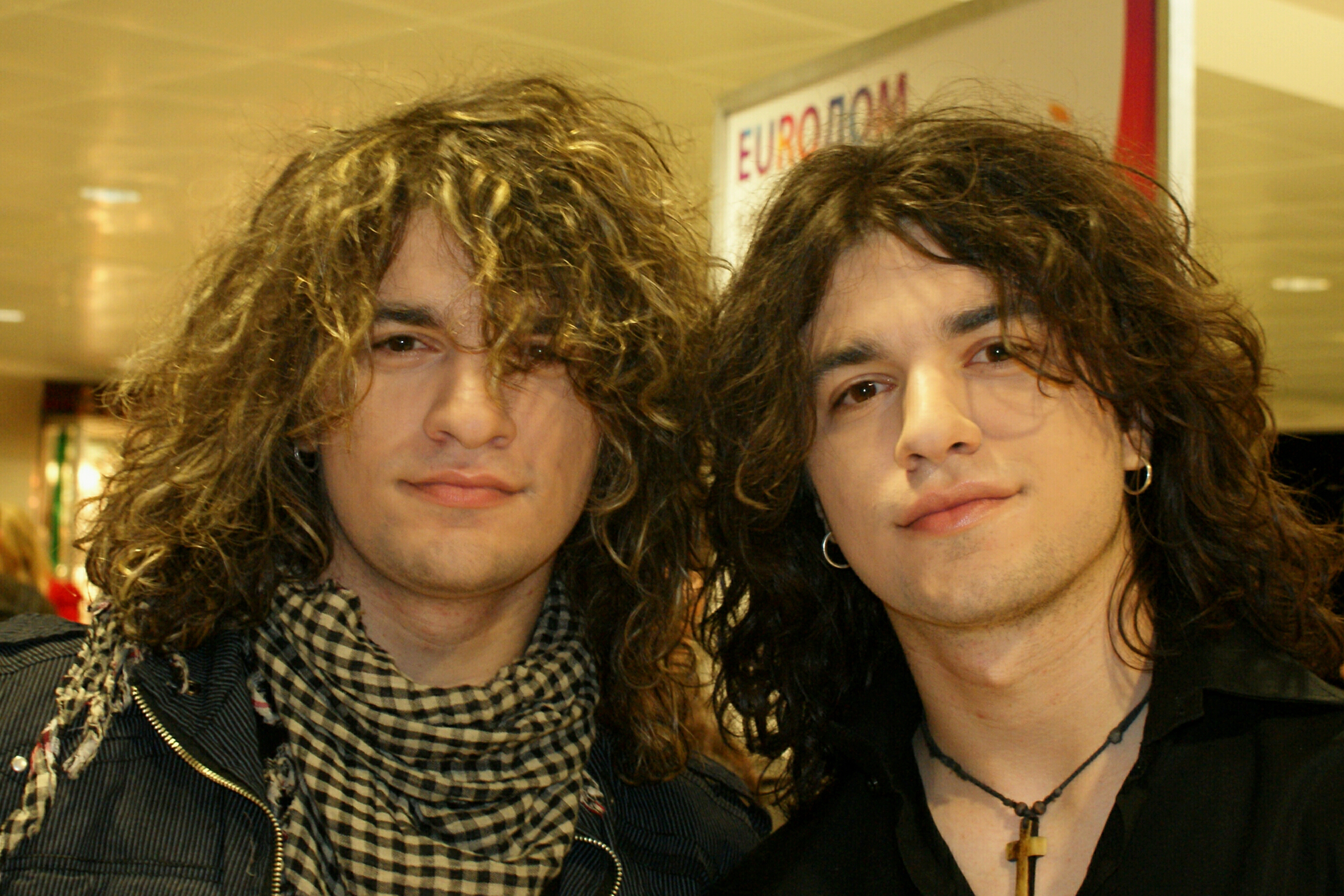
Next Time

Next Time (parfois écrit Некст Тајм en macédonien) est un groupe de rock de Skopje, en Macédoine du Nord, composé des 2 frères Martin et Stefan Filipovski

## Eurovision 2009
Ils ont représenté la Macédoine du Nord lors de la première demi-finale du Concours Eurovision de la chanson 2009 à Moscou, le 12 mai 2009, avec leur chanson Nesto Sto Ke Ostane (Quelque chose qui restera).

## Discographie

### Albums
- Next Time (2008)

### Singles
- "Ne Veruvam Vo Tebe"
- "Me Mislish Li?"
- "Me Ostavi Sam Da Zhiveam"
- "Bez Tebe Tivko Umiram"
- "Nešto što kje ostane"
- "The Sweetest Thing That Will Remain"